# Tanel Toom

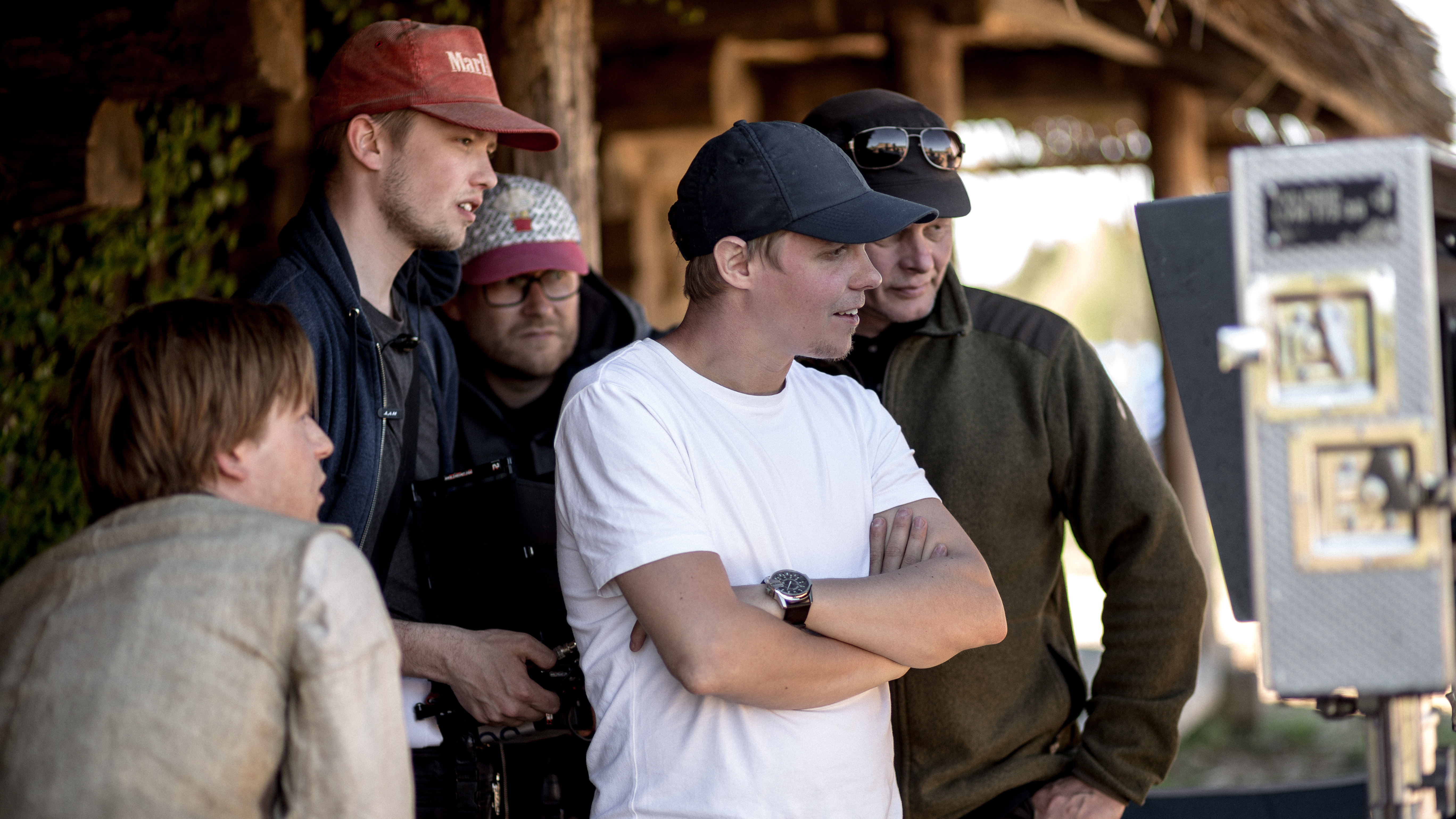
Tanel Toom (2017)

Tanel Toom (* 1. November 1982 in Rae, Estnische SSR) ist ein estnischer Regisseur. Sein Kurzfilm The Confession (2010) wurde 2011 für den Oscar nominiert.

## Leben
Tanel Toom studierte Film an der Universität Tallinn und schloss dort mit einem Bachelor of Arts ab. Er drehte mehrere Kurzfilme, wobei sein Kriegsdrama Teine Tulemine bei den Internationalen Filmfestspielen von Venedig uraufgeführt wurde. Sein Masterstudium setzte er an der National Film and Television School in Beaconsfield, England fort. Sein Abschlussfilm dort wurde The Confession. Der Film gewann den Student Academy Award in der Kategorie „Bester ausländischer Film“. 2011 wurde der Film für den Oscar als „Bester Kurzfilm“ nominiert, verlor jedoch gegen God of Love.
Tõde ja õigus (Truth and justice), Tooms Verfilmung von 2019 der gleichnamigen Roman-Pentalogie von Anton Hansen Tammsaare, wurde als estnischer Beitrag für die Oscarverleihung 2020 in der Kategorie Bester internationaler Film ausgewählt, und schaffte es im Dezember 2019 in die Vorauswahl (Shortlist) von zehn Filmen.

## Filmografie
- 2005: Tuul (Kurzfilm)
- 2008: Teine tulemine (Kurzfilm)
- 2010: The Confession (Kurzfilm)
- 2019: Truth and Justice (Tõde ja õigus)
- 2023: Last Contact (Last Sentinel)